# Can't Buy My Love
Can't Buy My Love è il secondo album della cantante giapponese Yui, pubblicato il 4 aprile 2007 dalla Sony Records. L'album è arrivato alla prima posizione della classifica Oricon degli album più venduti in Giappone.

## Tracce
1. How crazy (northa+) - 3:38
2. Rolling Star (northa+) - 3:08
3. It's all right (northa+) - 3:37
4. I Remember You (northa+, Ittetsu Gen) - 4:05
5. RUIDO" (Kenji Ogura) - 0:51
6. Cherry (northa+) - 3:29
7. Thank you My teens (Shigezo) - 2:57
8. Umbrella (northa+) - 4:16
9. Highway chance (COZZi) - 3:54
10. Happy Birthday to you you (northa+) - 4:01
11. Winding road (northa+) - 3:39
12. Good-bye Days (Akihisa Matzura) - 4:33
13. Why? (northa+) - 3:13